# KEiiNO
KEiiNO és un grup de música noruec, que combina el pop en llengua anglesa, amb el yoik i el rap en sami septentrional, amb elements de música del món.

## Biografia
El nom KEiiNo fa referència a Kautokeino, un municipi situat al nord de Noruega on viuen sobretot els Samis. El grup va ser fundat al final del 2018 per participar en el Melodi Grand Prix, la preselecció pel Festival de la Cançó d'Eurovisió. Els components del grup són Alexandra Rotan, Fred-René Buljo i Tom Hugo Hermansen. Els tres ja tenien una carrera musical de solo al seu país. Van guanyar el Melodi Grand Prix amb la cançó Spirit in the Sky, en què Rotan i Hermansen cantaven en anglès i Fred Buljo interpretava un joik, que li van permetre representar Noruega al Festival de la Cançó d'Eurovisió 2019. Hi van acabar en sisè lloc i van guanyar el vot públic.
El primer àlbum de KEiiNO, OKTA (u, en sami septentrional) va publicar-se el 2020. Conté 10 temes, entre els quals Spirit in the Sky, i a més de yoik té influències de músiques d'altres pobles indígenes. Hi van col·laborar artistes com Electric Fields, Te Hau Tawhiti, Drezus i Charlotte Qamainq. Aquest mateix any el grup va guanyar el premi de música sami Sami Music Awards en les categories classe oberta i producció.
El 2021 KEiiNO va tornar a concursar en el Melodi Grand Prix amb la cançó Monument, però van quedar en segon lloc després de Tix.

## Discografia
- 2020 OKTA

## Premis i distincions
- 2019 guanyadors de Melodi Grand Prix, amb la cançó Spirit in the Sky
- 2019 sisè lloc en el festival d'Eurovisió, amb la cançó Spirit in the Sky
- 2020 Sami Music Awards (classe oberta, i producció)
- 2021 segon lloc en el Melodi Grand Prix, amb la cançó Monument